# Kabat (Kabat)
Kabat is een bestuurslaag in het regentschap Banyuwangi van de provincie Oost-Java, Indonesië. Kabat telt 4553 inwoners (volkstelling 2010).